# Eberswaldski zaklad
Eberswaldski zaklad (nemško Eberswalder Goldschatz ali Goldfund von Eberswalde)  je zaklad 81 zlatih predmetov iz bronaste dobe, težak 2,59 kg. Je največji sklop prazgodovinskih zlatih predmetov, ki so jih kdaj našli v Nemčiji, in velja za eno od najpomembnejših najdb iz srednjeevropske bronaste dobe. Predmete se pripisuje  kulturi nordijske bronaste dobe. Zaklad je zdaj v Rusiji kot del artefaktov in umetnin, odnesenih iz Nemčije ob koncu druge svetovne vojne. 

## Odkritje
Zaklad je bila odkrit 1 m pod površjem tal 16. maja 1913 med izkopavanjem temeljev za  hišo na ozemlju livarne medenine v Finowu (Oberbarnim) v Brandenburgu. Tovarniški nadzornik je o najdbi obvestil Carla Schuchhardta, direktorja prazgodovinskega oddelka Kraljevih muzejev v Berlinu. Najdba je postala del zbirk tega muzeja. 

## Opis
Zaklad je bil odložen v kroglo posodo s pokrovom. V njem je bilo osem bogato okrašenih zlatih skled, v katerih je bilo 73 zlatih predmetov. Med temi predmeti so bili ovratni obroči, zapestnice in 60 žičnih zapestnih spiral. 55 dvojnih spiral je bilo povezanih v snope. Zlati ingot, kos kovine v obliki lončka in dva manjša kosa zlata so bili verjetno surovina za izdelavo tovrstnih predmetov. Zaradi podobnosti z zakladom iz Villene, se zlatarja šteje za pripadnika vilenske zlatarske šole. 

## Izvor in datiranje
V preteklosti so sklepali, da je zaklad spadal v zalogo nekega trgovca, novejše raziskave pa kažejo, da gre za predmete verskega pomena. Zaklad je datiran v 9. stoletje pred našim štetjem.

## Podobni predmeti
- Eberswaldski zaklad
- Ena od dveh skled, najdenih v Cuencos_de_Axtroki, Španija; posodi spadata v ibersko bronasto dobo
- Zaklad iz Villene, Španija; iberska bronasta doba okoli 1300-1000 pr. n. št.
- Zlate sklede iz Midskova, Danska, nordijska bronasta doba okoli 1000 pr. n. šr.

## Kasnejša zgodovina
Po koncu druge svetovne vojne leta 1945 je Eberswaldski zaklad izginil iz berlinskega muzeja skupaj s tako imenovanim Priamovim zakladom. Sum, da je predmete odnesla Rdeča armada, so Sovjeti desetletja zanikali. Potem ko je ruski predsednik Boris Jelcin priznal, da je Priamov zaklad v ruskih rokah, so oblasti prenehale izrecno zanikati, da imajo tudi Eberswaldski zaklad. Zaklad je leta 2004 odkril novinar nemške revije Der Spiegel v skrivnem depoju v moskovskem Puškinovem muzeju. Nemčija je zahtevala vrnitev predmetov, kar je povzročilo napetosti med nemško in rusko vlado. Rusi zaklada niso vrnili, pač pa so dovolili izdelavo reprodukcij, ki jih je izdelal zlatar Herrmann Eckhard.
Reprodukcije zaklada so na ogled v Museum für Vor- und Frühgeschichte v Berlinu in Stadt- und Kreismuseum v Eberswaldu.

## Vir
- Carl Schuchhardt. Der Goldfund vom Messingwerk bei Eberswalde. Berlin, 1914.